# Sanktuarium Matki Bożej Brzeskiej
Sanktuarium Matki Bożej Brzeskiej w Brzesku koło Pyrzyc (województwo zachodniopomorskie, archidiecezja szczecińsko-kamieńska) – rzymskokatolickie miejsce kultu, powstało kilkuletnim staraniem kustosza, ks. Januarego Żelawskiego, a zatwierdzone zostało przez ks. abp. Mariana Przykuckiego, 8 grudnia 1992 r., w święto Niepokalanego Poczęcia NMP

## Tytuły Sanktuarium
- Matki Bożej ludzi pracy
- Matki Bożej sprawiedliwości społecznej
- Opiekunki ludu wiejskiego

## Obiekt kultu
Gotycka drewniana rzeźba Madonny z Dzieciątkiem, z pocz. XV w., o wys. 148 cm. Prawdopodobnie kopia kamiennej rzeźby Madonny z katedry w Lubece. Figura typu Niewiasty Apokaliptycznej stojącej na półksiężycu i depczącej głowę szatana. Matka Boża piastuje na lewym ręku Dzieciątko, a w prawym trzyma berło, symbol władzy królewskiej. Dzieciątko Jezus trzyma obydwoma rączkami złote jabłko, także symbol władzy królewskiej nad światem. Głowę Maryi zdobi korona, spod której na ramiona opadają długie pasma włosów. Maryja jest ubrana w długą szatę oraz w szeroki, złocony płaszcz o wielu fałdach, symbolizujących posiadane łaski Boże. Madonna z Dzieciątkiem stanowi centrum głównego ołtarza.

## Historia chrześcijaństwa i sanktuarium maryjnego
Brzesko jest jedną z najstarszych i największych wsi Ziemi Pyrzyckiej. Źródło niemieckie z 1932 r. „Heimatbuch das Kreises Pyritz” na str. 122 podaje: „W Ziemi Jordan, na Polskiej Drodze koło Brzeska stanął Otto w biskupim stroju, w otoczeniu swoich mnichów i polskich kapłanów, ochrzcił pierwszych pomorskich Wendów w roku 1124, a potem udał się do Pyrzyc.” Otóż maleńki strumyk w pobliżu Brzeska do dziś zachował nazwę Jordan, natomiast „Polska Droga” albo „Polska Ścieżka” biegnąca ze wsch. na zach. około 900 m na płd. od wsi, jak głosi miejscowa tradycja, jest tą drogą, którą przechodził św. Otton. W 2. poł. XII w. (przed 1186 r.), książę Bogusław I ofiarował połowę wsi biskupowi z Kamienia, Zygfrydowi I. W roku 1227 książę Barnim I przekazał część Brzeska klasztorowi sióstr norbertanek z Wyszkowa (obecnie ruiny w granicach administracyjnych Trzebiatowa). Ówczesny klasztor w Wyszkowie był znany z obrazu Matki Bożej, słynącego łaskami i można się domyślać, że norbertanki także i w Brzesku zaszczepiły i rozpowszechniły kult maryjny. Pod koniec XIII w. część Brzeska otrzymała Fundacja Maryjna ze Szczecina. Dalszy rozkwit tego kultu przerwała po 1534 r. reformacja.

## Kościół parafialny (pielgrzymkowy) pw. Narodzenia NMP

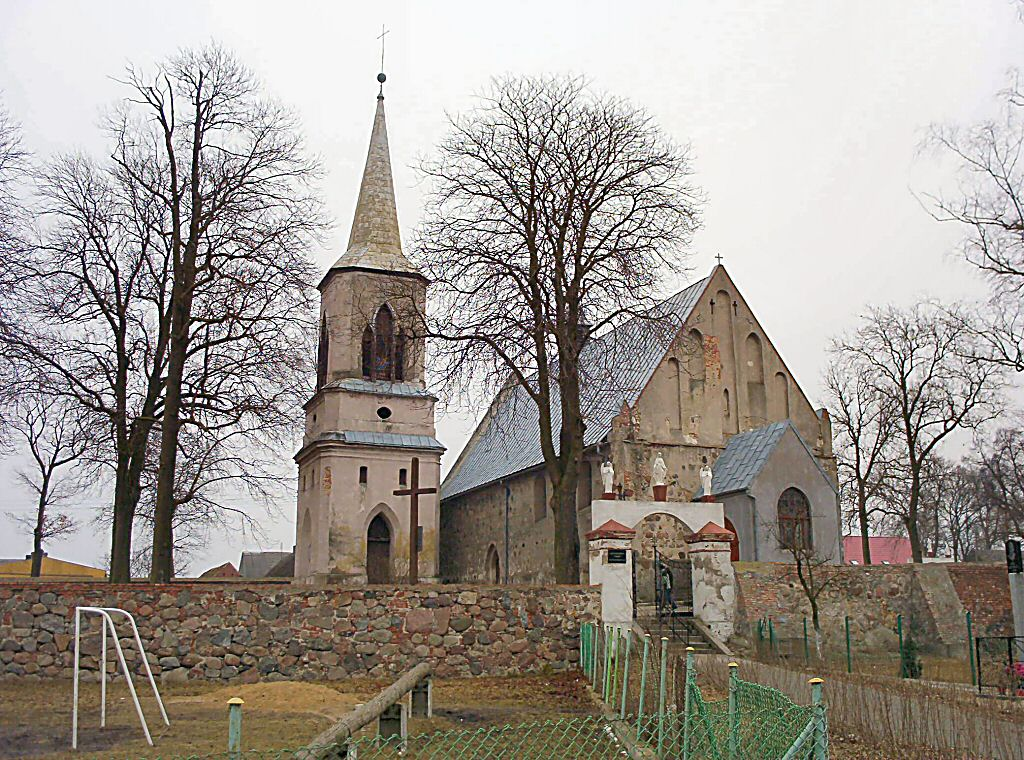
Kościół w Brzesku

Kościół zbudowany został na przełomie XII i XIII w. z ciosanego granitu i nieobrobionych kamieni polnych, na planie prostokąta (o wymiarach 28 × 10 m) jako budowla jednonawowa. W późniejszych wiekach (zwłaszcza XV i XVII) podlegał licznym przebudowom (m.in. przemurowano otwory okienne i drzwiowe, dobudowano zakrystię), które zatarły pierwotne formy architektoniczne świątyni.
Przy płn.-wsch. narożniku kościoła wznosi się wieża wolnostojąca, trzypiętrowa, murowana z cegły, otynkowana, wybudowana w latach 1815–1857, według projektu Karla Friedricha Schinkla (romantyczny neogotyk; wcześniejsza wieża, drewniana, spłonęła w 1808 r).

### Ołtarzgłówny

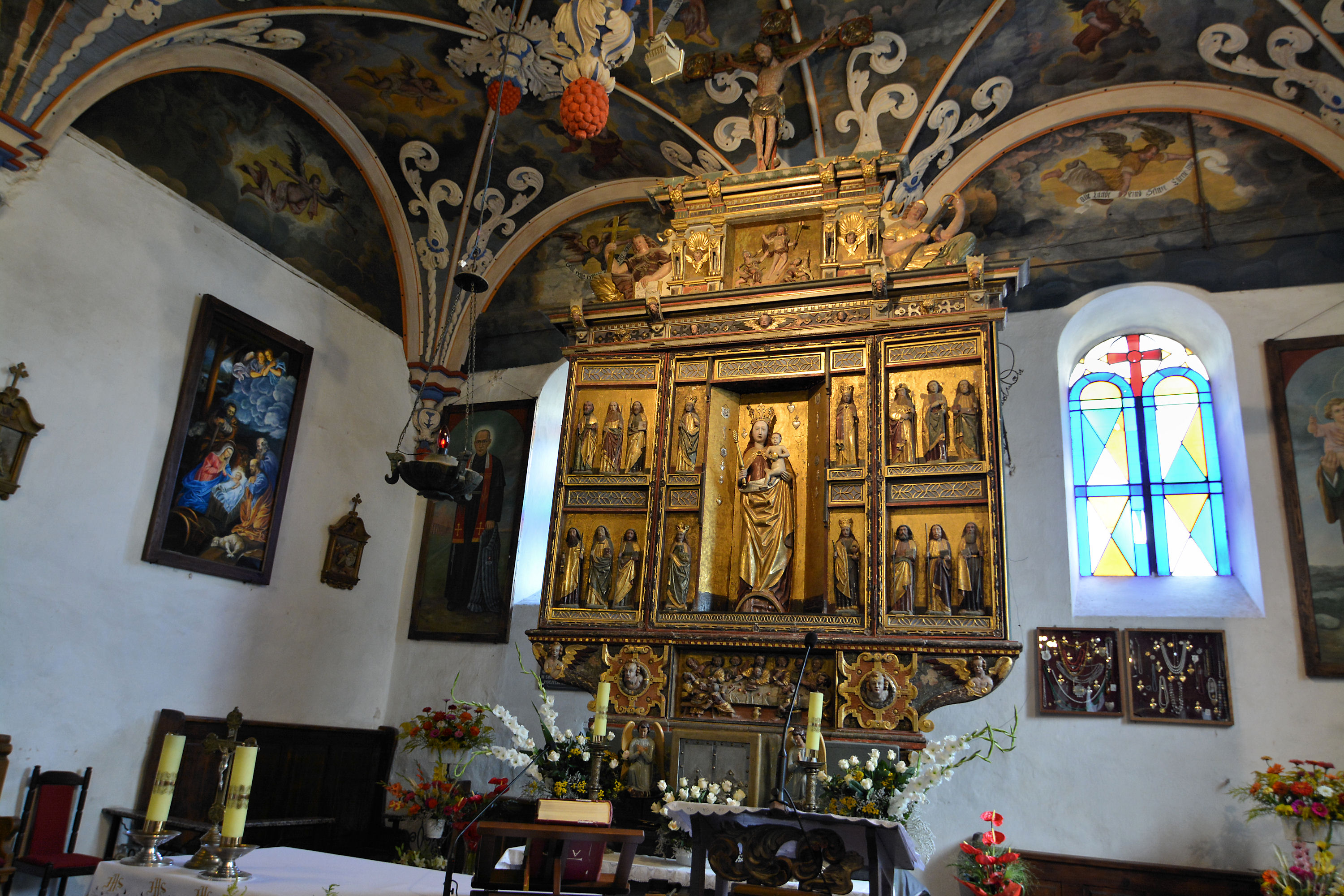
Ołtarz główny

Renesansowy tryptyk szafkowy (wyk. Michał Haentz z Choszczna), z figurami gotyckimi, o wymiarach szafy ołtarzowej: wys. 187 cm, szer. 230 cm. W centrum otwartego ołtarza, ciesząca się szczególnym szacunkiem, rzeźba Madonny z Dzieciątkiem (prawie dwa razy większa od pozostałych figur). Matka Boża z Dzieciątkiem Jezus otoczona jest czterema ukoronowanymi dziewicami męczennicami. Od strony berła Maryi stoi św. Barbara, poniżej św. Małgorzata. Obok Dzieciątka Jezus jest św. Katarzyna, a pod nią św. Dorota. W bocznych, zamykanych skrzydłach, figury Dwunastu Apostołów (św. Piotr w złotym nakryciu głowy). Po zamknięciu bocznych skrzydeł widać osiem malowideł w ciemnych kolorach przedstawiających cierpienie i mękę Chrystusa. Pomiędzy tymi scenami, poprzez oba skrzydła napis: „Dnia 18 sierpnia 1613 r. ukończono ten ołtarz. Wówczas pastorem był Jakub Hamela i Joachim Wolter Schultze. Przełożonymi byli wówczas Stefan Wolter, Michał Wolf i Andrzej Wolter, którzy zlecili wykonanie tego dzieła. A Michał Haentz, malarz z Choszczna to wykonał.” Poniżej ołtarza, nad tabernakulum, predella z płaskorzeźbą Ostatniej Wieczerzy. Ołtarz zwieńczony jest okazałym „Krucyfiksem brzeskim” z przeł. XIV i XV w., na którego końcach ramion znajdują się symbole trzech Ewangelistów: św. Mateusza, św. Łukasza oraz św. Jana. Nieco poniżej postać Chrystusa Zmartwychwstałego, nad którym napis: „Zmartwychwstałem i odtąd jestem z Tobą. Rok 1613.” Po prawej stronie rzeźba siedzącego anioła z kotwicą w ręku (symbol chrześcijańskiej cnoty nadziei). Po lewej stronie anioł trzymający krzyż, jako symbol wiary, a w otwartej księdze natchniony tekst: „Prawdziwa wiara w Pisma Chrystusa jest najwyższą sztuką mądrości.” Przed renesansowym ołtarzem stoi współczesny, posoborowy, przyozdobiony ocalałymi z empor bocznych fragmentami rzeźb Michała Pahla.

### Ambona
Renesansowa z baldachimem, na płd. ścianie, podobnie jak ołtarz główny, wykonana przez Michała Haentza z Choszczna. Bogato zdobiona rzeźbami i polichromią. Pomiędzy kolumienkami na płaszczyznach płycin ambony, cztery płaskorzeźby postaci Ewangelistów z odpowiednimi symbolami i wersetami. Poniżej św. Mateusza z symbolem anioła, inskrypcja: „Pan wypowie we wszystkich językach każdemu, kto narodzony w nim był”. Pod św. Markiem z symbolem lwa, wyjątek z Ps 86,11: „Naucz mnie Panie, Twojej drogi, bym postępował według Twojej prawdy. Skłoń moje serce ku bojaźni Twojego imienia!” Z kolei poniżej św. Łukasza z symbolem wołu, tekst: „Bóg jest wielką i owocodajną górą, wielkim i owocodajnym wzgórzem”. Natomiast pod św. Janem z symbolem orła, ustęp z Iz 40,5: „Wtedy się chwała Pańska objawi, razem ją wszelkie ciało zobaczy, bo usta Pańskie to powiedziały”. Na kolumnie podpierającej ambonę napis po łacińsku: „Wybudowano ten tron katedralny (ambonę) dla Chrystusa błogosławiącego w roku 1612 przez kanoników kapitularnych, panów dra Fabro superintendenta, dra Mikołaja Schulteto i dra Teodora Apollonio oraz pastora Jakuba Hamelę – 17 czerwca”. Olejne portrety fundatorów znajdują się na koronie baldachimu ambony, na której centralną postacią jest Chrystus błogosławiący cały świat.

### Stropstalaktytowy („Klejnot sztuki snycerskiej”)
Unikatowe drewniane pseudosklepienie, tworzące iluzję podziału na dwie nawy, po pięć przęseł każda, wykonał w 1697 r. Michał Pahl, samorodny talent, z zawodu pomocnik młynarski. Z powodu braku podpór, żebra sklepienia wspierają się na wiszących wspornikach ozdobionych liśćmi akantu i szyszkami. W kolorowych łukach unoszą się na niebieskim tle postacie aniołów z instrumentami muzycznymi i gałązkami palm. Pomiędzy nimi liczne wstęgi z biblijnymi wersetami, m.in. „Gloria in excelsis Deo”. Także malowidła przypisuje się owemu młynarczykowi, Michałowi Pahlowi. Jako protestant, w harmonijny sposób pogodził on na stropie dwa tematy, będące obecnie istotą każdego sanktuarium maryjnego. Temat maryjny umieścił nad ołtarzem wokół figury Madonny, natomiast temat chrystologiczny w centrum kościoła. Otóż połączenie tych dwóch tematów, jest charakterystyczne dla obrządku rzymskokatolickiego. Właśnie to wielkie zadanie, jako drogę każdego katolika, streszcza, na wyremontowanym fragmencie nad chórem, jeden z aniołów z szarfą: „Przez Maryję do Jezusa”. Jest to jedyny napis w języku polskim na malowidle stropu. Na ścianie godło z autoportretem i inskrypcją: „Michał Pahl, uczeń młynarski ozdobił ten kościół robotą ciesielską, stolarską i rzeźbiarską w roku 1697”.

## „Pogrzeb Maryi”
Co roku odbywa się uroczysta procesja w strojach historycznych z figurą „Zaśnięcia Maryi”, poprzedzająca Mszę św. w uroczystość Wniebowzięcia NMP (15 sierpnia).